# Westerstraat 106 (Amsterdam)

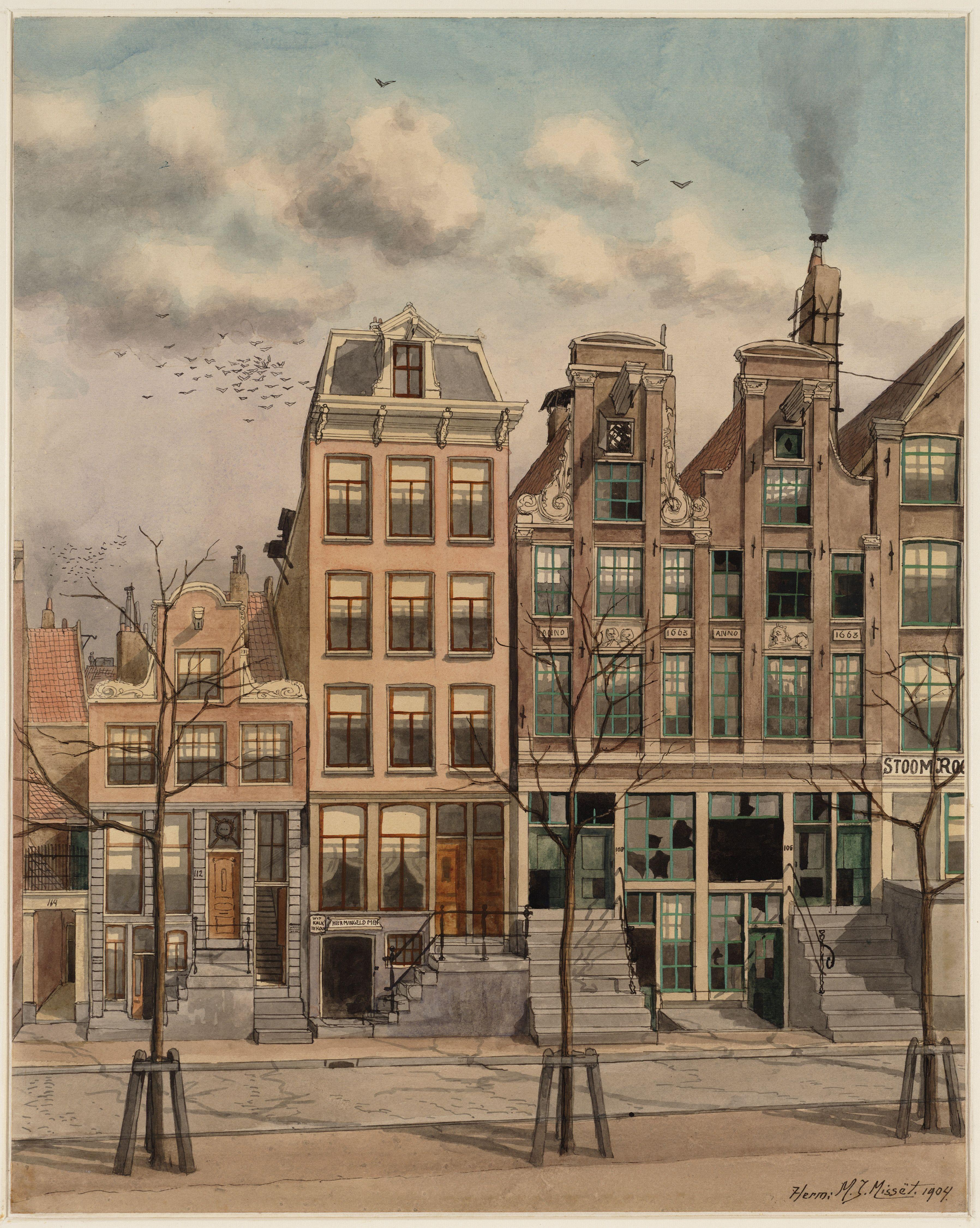
Westerstraat 106-108 door Herman Misset; januari 1904

Westerstraat 106 is een gebouw aan de Westerstraat in Amsterdam-Centrum.
De Westerstraat werd in de 17e eeuw aangelegd als Anjeliersgracht. Rond 1861 besloot de gemeente Amsterdam dat met name de hygiëne van de gracht dermate slecht was dat demping noodzakelijk was. Bovendien maakte het groeiende autoverkeer en afnemende scheepvaart een weg wenselijk. Sindsdien gingen een behoorlijk aantal panden vanwege slechte staat tegen de vlakte en werden vervangen door nieuwbouw. Dat geldt ook voor de gebouwen die stonden op de huisnummers 106-110. Het centrum van Amsterdam en de komst van de markt in de buurt van de Noorderkerk hadden dringend behoefte aan een groter politiebureau. Er was wel een politiebureautje (oppervlak 133 m2) in de omgeving (nabij de Noorderkerk), maar dat was te krap geworden. Uitbreiding ter plaatse kon wel, maar een nieuw gebouw genoot, alhoewel duurder, de voorkeur. Het oude bureau lag namelijk niet centraal op de markt. De gemeente kocht, na het als een soort hamerstuk te hebben goedgekeurd (voorstel en beslissing namen een week in beslag), daarop op de grens van 1903/1904 de panden 106-110 op en liet ze slopen. Gelukkig was schilder Herman Misset juist (geschat wordt januari 1904) langs geweest om de gebouwen vast te leggen. Twee van de gebouwen die hij schilderde, 106 en 108, droegen jaarstenen Anno 1663 en twee gevelstenen, de Twee spuwende koppen en de Liggende leeuw, werden opgeslagen in het depot van het Rijksmuseum Amsterdam.  
Tegelijkertijd vroeg men aan de Dienst der Publieke Werken een nieuw politiebureau (nummer 21) te ontwerpen. Op 24 oktober 1904 volgde de aanbesteding in het stadhuis. Een aannemer zag kans het voor krap 3000 gulden te bouwen. Op 1 oktober 1930 ging het politiebureau weer dicht; personeel verhuisde naar een bureau aan de Marnixstraat en Spaarndammerstraat. In die tijd had tramlijn 20 een halte voor de deur.
Het bedrijfsgedeelte van het gebouw stond jaren leeg; er vond op de verdiepingen wel bewoning plaats. In de jaren 90 zag conservator Kasper Janse zijn kans schoon toen zijn museumpje aan de Binnen Oranjestraat geen toekomst meer had in verband met sloop van het gebouw. Hij wendde zich tot het Gemeentelijk Grondbedrijf en na enige jaren touwtrekken (er kwamen en gingen krakers en bewoners en verandering van inzicht bij het Grondbedrijf) en restauratie kon het Pianolamuseum op 30 oktober 1994 van start. Het Grondbedrijf bleef echter soms dwarszitten; zo verhuurde het de bovenetages zonder overleg te plegen met het museum, zodat over en weer geluidsoverlast zou kunnen ontstaan.
Sinds juni 2006 is het een gemeentelijk monument.